# Piaggio P.XI
Piaggio P.XI byl čtrnáctiválcový vzduchem chlazený dvouhvězdicový letecký motor, vyráběný koncem 30. a začátkem 40. let 20. století italskou firmou Piaggio. Byl zkonstruován na základě zkušeností s předchozími licencemi motorů firmy Gnome et Rhône — ovšem na rozdíl od jejího čtrnáctiválce Gnome-Rhône Mistral Major konstrukce firmy Piaggio vyšla s většími rozměry a také výrazně těžší (motor P.XI měl hmotnost 650 kg).
Stejnou koncepci měl i následující typ P.XIX s maximálními otáčkami zvýšenými na 2400 za minutu a kompresním poměrem 7÷1.

## Verze
P.XI R.C.15
Motor s reduktorem (všechny verze motoru P.XI měly reduktor), nominální výška 1500 m.
P.XI R.C.30
nominální výška 3000 m.
P.XI R.C.40
nominální výška 4000 m.
P.XI R.C.40bis
nominální výška 4000 m.

## Použití
- Breda Ba.65
- Breda Ba.88
- CANT Z.1007
- Caproni Ca.135
- Caproni Ca.161
- Reggiane Re.2000
- Reggiane Re.2003
- Saab 17C
- Savoia-Marchetti SM.79B
- Savoia-Marchetti SM.81
- Savoia-Marchetti SM.84

## Hlavní technické údaje (Piaggio P.XI R.C.40)
Zdroj
Čtyřdobý zážehový vzduchem chlazený čtrnáctiválcový dvouhvězdicový letecký motor. Byl vybaven reduktorem s převodovým poměrem 1÷0,62 a jednostupňovým odstředivým kompresorem, převod pohonu kompresoru od klikového hřídele 1÷7,90. Kompresní poměr 6,00÷1, rozvod OHV se dvěma ventily na válec, výfukový ventil chlazený sodíkem. Klikový hřídel se dvěma zalomeními třídílný, skládaný, s valivým uložením (vpředu uložen na jednom válečkovém a jednom kuličkovém ložisku, zadní konec klikového hřídele uložen v kuličkovém ložisku; mezi oběma zalomeními není hřídel uložen). Mazání tlakové oběžné se suchou klikovou skříní, jedno tlakové a jedno odsávací zubové čerpadlo. Provozní tlak oleje 5 at (490,33 kPa). Zapalování zdvojené (se dvěma zapalovacími svíčkami na válec), plně stíněné, dvě zapalovací magneta Marelli MF14. Přípravu palivové směsi zajišťuje jeden spádový dvojitý karburátor Piaggio T2-100 s automatickou regulací bohatosti směsi a samočinnou regulací plnicího tlaku. Předepsané palivo: letecký benzín s oktanovým číslem 87. Startování motoru stlačeným vzduchem, startér Garelli.
- Vývrt 146 mm
- Zdvih 165 mm
- Zdvihový objem 38,673 litru
- Průměr 1328 mm
- Délka 1700 mm
- Čelní plocha 1,39 m²
- Hmotnost suchého motoru (tj. bez provozních náplní) 650 kg
- Poměr hmotnost÷výkon 0,65 kg/k (0,884 kg/kW)
- Vzletový výkon 1000 k (735,5 kW) při 2200 ot/min
- Maximální výkon 1000 k při 2200 ot/min (v nominální výšce 4000 m)
- Cestovní: 700 k (514,85 kW) při 1800 ot/min (4000 m)
- Měrná spotřeba paliva 220 g/k/h (299 g/kW/h)
- Spotřeba oleje 10 g/k/h (13,6 g/kW/h)